# Ricardo Grance (football, 2002)
Ricardo Grance, né le 5 septembre 2002 à Buenos Aires, est un footballeur argentin qui évolue au poste d'arrière droit avec le club de Boca Juniors.

## Biographie

### En sélection
Avec les moins de 17 ans, il participe au championnat sud-américain moins de 17 ans en 2019. Lors de cette compétition organisée au Pérou, il joue seulement deux rencontres. Avec un total de cinq victoires, deux nuls et deux défaites, l'Argentine remporte le tournoi.

## Vie privée
Il est le frère de Peter Grance, joueur également avec la réserve de Boca, handicapé de sa main gauche.

## Palmarès
- Vainqueur du championnat de la CONMEBOL des moins de 17 ans en 2019 avec l'équipe d'Argentine des moins de 17 ans